# 野田数
野田 数（のだ かずさ、1973年8月27日 - ）は、日本の政治家。東京水道株式会社代表取締役社長。
東京都議会議員（1期）、東村山市議会議員（2期）、東京維新の会代表、東京都知事特別秘書（政策担当）、都民ファーストの会代表等を務めた。拓殖大学大学院地方政治行政研究科客員教授。

## 来歴
東京都東村山市生まれ。1997年、早稲田大学教育学部卒業。大学卒業後、東京書籍に入社するも1ヶ月で退職。2000年から2001年まで、当時は保守党の衆議院議員だった小池百合子の秘書を務めた。2000年、第42回衆議院議員総選挙に兵庫7区から保守党公認で立候補したが、社会民主党党首の土井たか子に敗れ、落選した。
2003年、東村山市議会議員選挙に立候補し、初当選した。2007年、東村山市議再選。2009年、東村山市議を任期途中で辞職し、東京都議会議員選挙に北多摩第一選挙区から立候補して当選した。東村山市議時代から自由民主党に所属していたが、2012年5月に離党。同年、都議会尖閣調査団を結成し、6月26日から27日にかけて、尖閣海域の漁業活動や洋上視察を実施した。
2012年9月、地域政党「東京維新の会」を立ち上げた。同年11月、東京都議会議員を辞職し、翌12月の第46回衆議院議員総選挙に日本維新の会公認で東京20区から立候補したが、自民党元職の木原誠二、民主党前職の加藤公一に敗れ、重複立候補していた比例東京ブロックでの復活もならず、落選した。
2013年の東京都議会議員選挙にも日本維新の会公認で立候補したが落選し、その後はアントニオ猪木参議院議員の政策担当秘書を務めた。また、都議在職中の2010年から「政治評論家」「教育評論家」等の肩書きを自称して執筆活動を始め、『正論』『WiLL』『SAPIO』『プレジデント』『週刊文春』『週刊新潮』等の雑誌に寄稿していた。
2016年の東京都知事選挙では、かつて秘書を務めていた小池百合子の選挙対策本部責任者を務める。8月3日、小池の東京都知事就任により、特別秘書（政策担当）に任命された。
2017年1月23日、小池都知事を支持する議員による地域政党として設立された都民ファーストの会の代表に就任。野田は小池が「実質的なリーダー。地ならしが私の役目」、「名ばかりの代表兼幹事長みたいな動き」であるとしている。
6月1日、小池が正式に都民ファーストの会の代表に就任したことに伴い代表を退任し、幹事長に就任。
7月3日、小池の代表辞任・特別顧問就任に伴い、都民ファーストの会の代表に復帰。この人事は都民ファーストの会の党規約に基づいて小池と野田の2人のみによる臨時役員会で決定された。
9月10日、特別秘書の職務に専念するため都民ファーストの会代表を辞任。後任の代表には、党総務会長で小池の元秘書の荒木千陽都議が就任した。
小池は2019年3月29日の記者会見で、野田が同月31日付で特別秘書を辞職すると発表した。小池は「新しい舞台で引き続き活躍してほしい」と述べ、野田を都の外郭団体「東京水道サービス」（現・東京水道）の社長に推薦する意向を示し、5月1日に正式に野田が同社の社長に就任した。

## 政策・主張
- 東京維新の会時代の2012年10月には、土屋敬之と共に紹介者となり、弁護士の南出喜久治による“日本国憲法無効論に基づく大日本帝国憲法復活”請願を東京都議会に提出した。その中で「我が国の独立が奪われた時期に制定された」と現行憲法の無効を主張するとともに皇室典範についても「国民を主人とし天皇を家来とする不敬不遜の極み」「国民主権という傲慢な思想を直ちに放棄」すべきことを主張した[11][12]。
- 石原慎太郎東京都知事（当時）の主導による、東京都の尖閣諸島購入に賛成し、国による購入には反対した[2]。

## 人物
- 新しい歴史教科書をつくる会から分かれて発足した日本教育再生機構の常任理事を務めた[13]。

## 報道
- 2017年5月18日、公金横領の疑いで以前の上司であるアントニオ猪木から、2014年(平成26年)12月12日に告訴されていたことが明らかとなった。猪木は同日開かれた記者会見で、「野田が自身の政策秘書を務めていた2013年(平成25年)10月から10か月の間に、国会議員に支給される「文書通信交通滞在費」などを管理している事務所の複数の銀行口座から、繰り返し無断で現金を引き出していたとされ、引き出された総額は1120万円に上る」として、野田を告訴していたことを公表した。これに対し野田は代理人弁護士を通じて、「現金は全て猪木氏の指示に基づき、猪木氏のため正当な使途に使用しており、私的に流用した事実はない」などとコメントし、「猪木氏が記者会見で述べた事実並びに猪木氏が告訴した事実は、全くの事実無根」としたうえで、猪木氏と新潮社に対し、名誉棄損による刑事告訴や損害賠償を求める訴えを起こした[14]。
  - 本訴訟は2019年12月17日に猪木が野田に謝罪を行ったことで和解に至っている。猪木からは「私自身が十分に調査をしないまま、つい、横領が間違いないとの断定的な発言をしてしまった。私の発言で貴殿の名誉を著しく傷つける結果となったことにつき、申し訳なく思います」との謝罪文が野田宛に提出されたことが報じられている[15][16]。
- 2017年5月22日発売の『週刊ポスト』2017年6月2日号において、深夜に六本木の高級クラブを渡り歩き、豪遊している様子が写真付きで報じられた。記事にはこの原資が政治資金の私的利用によるものと類推されるような記載がされており、先述の疑惑が噴出している最中での報道について、野田の代理人弁護士は「（クラブの料金は）もちろん野田本人のポケットマネーで支払われている」とコメントしている[17]。